# Heizelement
Ein Heizelement ist ein technisches Bauteil, mit dem einem Stoff (wie z. B. einem Gas oder einer Flüssigkeit) Wärmeenergie zugeführt werden kann.

## Elektrische Heizelemente

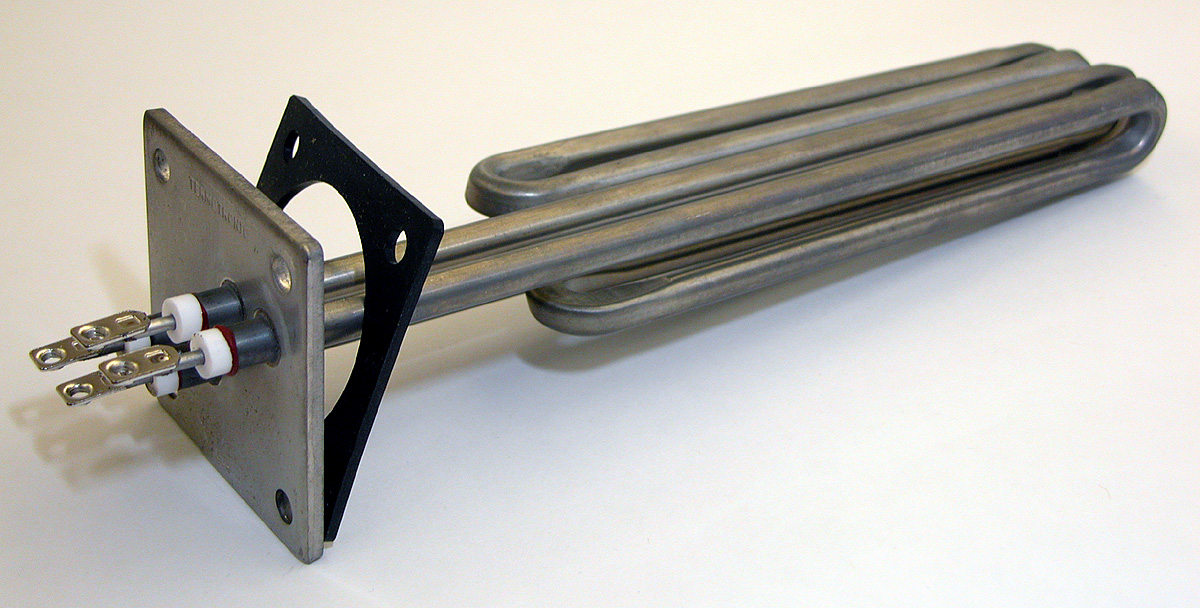
Elektrisches Heizelement eines Warmwasserboilers.

Elektrische Heizelemente sind die verbreitetste Form, sie wandeln elektrischen Strom in Wärme um. Meist beinhalten sie eine stromdurchflossene Heizwendel, die gegenüber dem zu erwärmenden Stoff elektrisch isoliert ist.
In industriellen Öfen wie z. B. Durchlauföfen werden solche elektrischen Heizelemente als Alternative zur Beheizung mit Erdgas genutzt. Es können Temperaturen bis über 1200 °C erreicht werden.
Eine Sonderbauweise sind „selbstregelnde Heizelemente“ aus Kaltleitern. Mit steigender Temperatur wird auch der Widerstand größer und die Heizleistung P = U²/R sinkt. Dadurch stabilisiert sich die Temperatur.
Elektrische Heizelemente sind heute in sehr vielen Haushaltsgeräten anzutreffen – in Durchlauferhitzern, Waschmaschinen, Toastern, Haartrocknern, Bügeleisen, Kaffeemaschinen, aber auch in industriellen Anwendungen wie Heizschläuchen, Heizhauben oder Heizmanschetten. Diese Form der Wärmezufuhr trägt (in Deutschland) den größten Teil zum Strombedarf bei.

## Andere Heizelemente
Im Unterschied zu elektrisch betriebenen Heizelementen gibt es auch solche, die mit anderen Wärmeträgern betrieben werden, z. B. heißem Öl, Heißwasser, Dampf.
Die Erwärmung dieser Wärmeträger erfolgt in einer separaten Einrichtung, z. B. einem Heizkessel. Den Transport zum Heizelement übernehmen Rohre bzw. Schläuche.
Bei der Beheizung großer Räume (Hallen, Zelte) kommen z. B. Deckenstrahlplatten zum Einsatz.